# Martin Lidberg

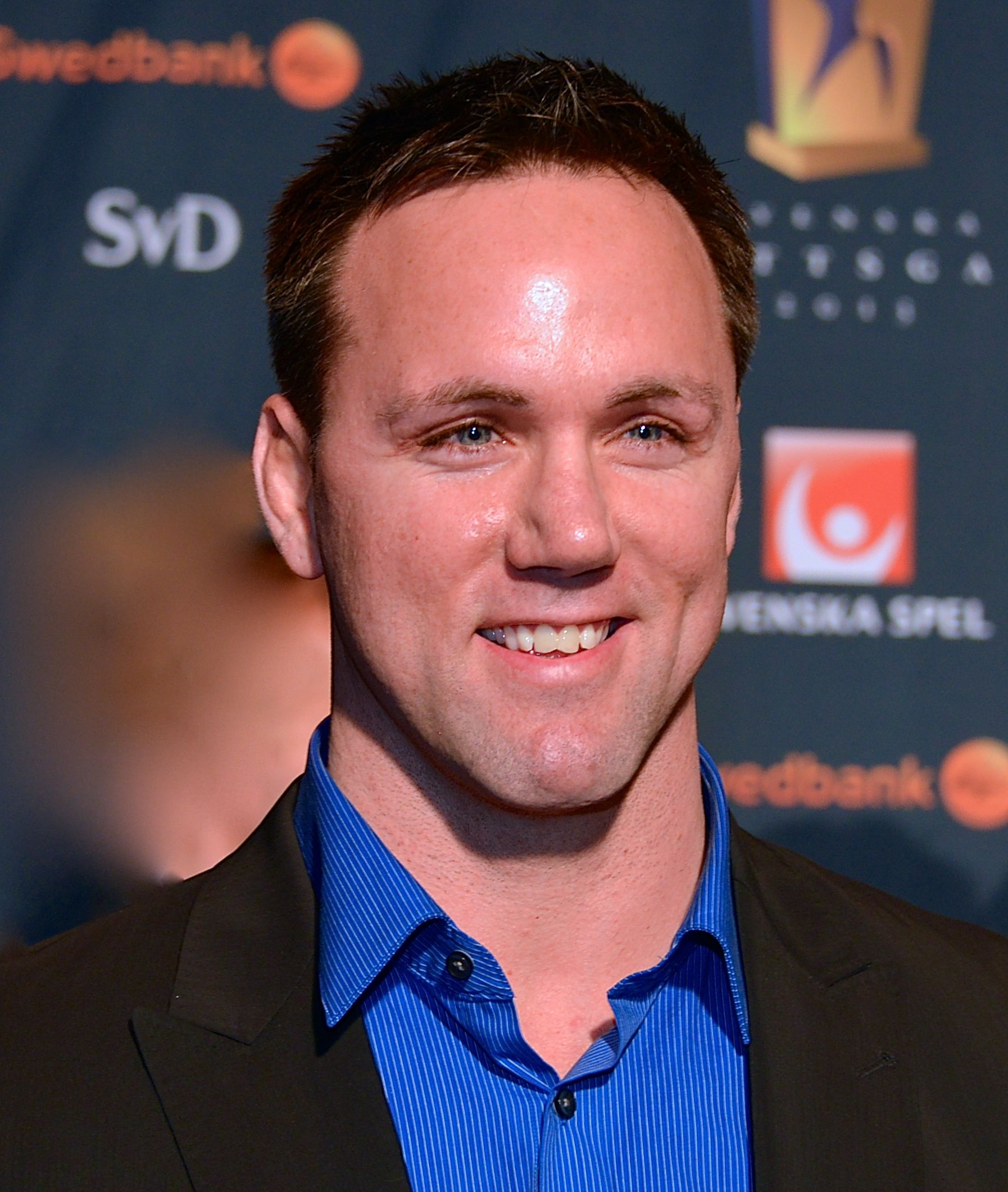
Martin Lidberg (2013)

Johan Martin Lidberg (* 1. Februar 1973 in Stockholm) ist ein schwedischer Ringer. Bekanntheit erlangte er zudem als Sieger der schwedischen Ausgabe der Sendung Let’s Dance.

## Sportliche Laufbahn
Martin Lidberg nahm zwischen 1993 und 2003 regelmäßig an den Europameisterschaften und Weltmeisterschaften im Ringen teil, im Jahr 2003 belegte er den ersten Platz, was den größten Erfolg seiner Karriere darstellt. An den Olympischen Spielen nahm er dreimal teil und zwar 1996, 2000 und 2004. In Athen musste er sich im Halbfinale dem Russen Gogi Kogushvili geschlagen geben, woraufhin er bekannt gab, nicht mehr an den Olympischen Spielen teilnehmen zu wollen.

### Erfolge (Überblick)
- 1993: 6. Platz bei den Weltmeisterschaften
- 1994: 21. Platz bei den Weltmeisterschaften
- 1995: 8. Platz bei den Weltmeisterschaften
- 1996: 6. Platz bei den Olympischen Spielen
- 1997: 4. Platz bei den Weltmeisterschaften
- 1998: Bronze bei den Weltmeisterschaften
- 1998: Bronze bei den Europameisterschaften
- 1999: 5. Platz bei den Weltmeisterschaften
- 1999: Silber bei den Europameisterschaften
- 2000: 6. Platz bei den Olympischen Spielen
- 2000: Gold bei den Europameisterschaften
- 2003: Gold bei den Weltmeisterschaften
- 2004: Gold bei den Europameisterschaften

## Tanzwettbewerbe
Cecilia Ehrling war Lidbergs professionelle Tanzpartnerin während der zweiten Staffel der schwedischen Ausgabe von Let’s Dance. Mit seiner Tango-Darbietung erreichte das Paar mit 40 Punkten die höchstmögliche Jurywertung und gewann vor Fernsehmoderator Tobbe Bloom und Annika Sjöö den Wettbewerb. Mit diesem Sieg qualifizierte sich das Paar automatisch als schwedische Vertreter beim Eurovision Dance Contest am 1. September 2007 in London. Sie stellten einen Paso Doble sowie den Tanz Disco Fusion vor, konnten damit aber nicht die europäischen Zuschauer überzeugen: Ehrling und Lidberg erhielten 23 Punkte und kamen damit auf den 14. Platz unter 16 Teilnehmern.

## Privates
Lidberg ist der Vater des Fußballspielers Isac Lidberg.